# Шалтай-Болтай
Шалта́й-Болта́й (англ. Humpty Dumpty) — персонаж многих классических английских детских стихотворений, очень хорошо известен в англоговорящем мире.

## В «Алиса в стране чудес»
Является героем книги Льюиса Кэрролла «Алиса в Зазеркалье», где выглядит большим человекоподобным яйцом с галстуком. Появляется на шестой шахматной клетке в Зазеркалье. Алиса находит его в магазине Овцы, в которую превратилась Белая Королева. Шалтай-Болтай трансформируется из обычного яйца, которое купила Алиса. Он сидит по-турецки на высокой стене и выступает в роли зазеркального мудреца, который помогает Алисе постичь значение слов из стихотворения про Бармаглота. Шалтай-Болтай настаивает, что каждое имя должно что-то означать.
Кроме того, он утверждает, что слова имеют тот смысл, который он сам им придаёт. За этим глубоким утверждением стоят споры математиков того времени: многие математики хотели понять объективный смысл математических действий, например, что есть по сути возведение в отрицательную степень и т. п. Кэрролл — известный математик — придерживался прагматической позиции, что бесполезно искать, чем является математическое понятие «на самом деле», а нужно просто дать ему определение. То есть придать и закрепить тот субъективный смысл, который нужен на практике. Эта точка зрения в итоге и возобладала в математике.
Он обладает особой близостью к Королю, получает от него подарки на «день нерожденья» (то есть все остальные дни в году, кроме одного). После падения Шалтая-Болтая Белый Король посылает «всю королевскую конницу, всю королевскую рать» (англ. all the King's horses and all the King's men) для того, чтобы его собрать.
Прощаясь с Алисой, Шалтай-Болтай говорит, что при следующей встрече не узнает её, так как не может отличить её лица от лиц других людей. Таким образом, Льюис Кэрролл даёт одно из первых описаний прозопагнозии — психического расстройства, выражающегося в неспособности распознавать лица. Неофициально это расстройство иногда называется «синдром Шалтая-Болтая».

## История персонажа
Изначально стих о Шалтае-Болтае входил в «Сказки Матушки Гусыни». В современном английском языке словосочетание «шалтай-болтай» (humpty dumpty) имеет два значения: «толстячок-коротышка» и «вещь, упавшая или разбитая и невосстанавливаемая».
В 1996 году на сайте туристического центра города Колчестер появилась статья, утверждавшая о связи происхождения стиха о Шалтае-Болтае с пушкой, которая якобы использовалась роялистами во время осады Колчестера сторонниками Кромвеля летом 1648 года. Во время гражданской войны в Англии (1642—1649) роялисты сильно укрепили Колчестер. Огромное орудие, которое, по утверждениям авторов статьи, в разговорной речи называлось «Humpty-Dumpty» («Шалтай-Болтай»), было установлено на стену рядом с церковью Св. Марии. В ходе осады парламентаристам удалось пушечным выстрелом повредить стену ниже «Шалтая-Болтая», и орудие упало на землю. Роялисты попытались установить «Шалтая-Болтая» на другой части стены. Однако орудие было настолько тяжёлым, что «вся королевская конница и вся королевская рать» не смогли его снова поднять. В результате этого силы роялистов были сильно подорваны и стратегически важный Колчестер пал после 11-недельной осады. В книге 2008 года Pop Goes the Weasel: The Secret Meanings of Nursery Rhymes утверждается наличие доказательств этой версии в двух дополнительных четверостишиях о Шалтае-Болтае . Автор книги, Albert Jack, утверждал, что нашёл эти четверостишия в некоей старой книге, не указывая её местонахождение. Однако, данные четверостишия отличаются по своему стилю как от иных стихов XVII века, так и от современной версии стиха, и не соответствуют наиболее ранним напечатанным стихам о Шалтае-Болтае, в которых вообще не упоминаются конница и рать.
В романе «Колыбель для кошки» Курта Воннегута этот известный стих был выбран переводчиками в качестве демонстрации диалекта. В оригинале демонстрация производится над известным русскому читателю стихом «Twinkle, Twinkle, Little Star».

## Текст оригинального стихотворения
Наиболее ранняя известная версия стиха была опубликована в книге Самуэля Арнольда «Развлечения для детей» (анг. Samuel Arnold’s, «Juvenile Amusements») в 1797 году:
Humpty Dumpty sat on a wall,
Humpty Dumpty had a great fall.
Four-score Men and Four-score more,

Could not make Humpty Dumpty where he was before.
William Carey Richards (1818—1892) цитировал данную поэму в 1843 г, комментируя: «Когда мы были пятилетними … эти строчки читались как загадка … Шалтай-Болтай, читатель, это „яйцо“ на голландском или каком-то другом языке» (анг. «when we were five years old … the following parallel lines… were propounded as a riddle … Humpty-dumpty, reader, is the Dutch or something else for an egg».)

Рукописное примечание к копии Сказок матушки Гусыни содержит современную версию стиха, отличающуюся последней строчкой «не может Шалтая-Болтая поднять» (анг. «Could not set Humpty Dumpty up again».) Она была опубликована в 1810 в следующей версии:
Humpty Dumpty sate [sic] on a wall,
Humpti Dumpti [sic] had a great fall;
Threescore men and threescore more,

Cannot place Humpty dumpty as he was before.
Как минимум с середины XX века стих известен в современном варианте:
Humpty Dumpty sat on a wall,
Humpty Dumpty had a great fall;
All the King’s horses
And all the King’s men,

Couldn’t put Humpty together again.
На русском языке стихотворение известно в переводе С. Я. Маршака:
Шалтай-Болтай
Сидел на стене.
Шалтай-Болтай
Свалился во сне.
Вся королевская конница,
Вся королевская рать
Не может Шалтая,
Не может Болтая,
Шалтая-Болтая,
Болтая-Шалтая,
Шалтая-Болтая собрать!

## Русская этимология
Русское словосочетание «шалтай-болтай» заимствовано из тюркских языков . В частности, подобное словосочетания с идентичным смыслом, но обратным порядком образующих слов встречается в кыргызском языке в форме «балтай-шалтай» .
Оно также упоминается, например, в воспоминаниях кавказского офицера о событиях в Дагестане в 1853 году:

— Сату? (Продаешь?)

— Продаю.

— Сколько?

— Полмонеты.

— Нет, ты шалтай-болтай. (Слово непереводимое, смысл его: врешь, брат!)

## Отражение в искусстве

### Скульптура
- В парках США установлено множество скульптур Шалтая-Болтая, сидящего на стене[13]. Некоторые из них падают и разбиваются на кусочки[14].
  - У входа в муниципалитет города Мэдисон в США установлен памятник Шалтаю-Болтаю. Скульптура работы Джорджа Брента, третья копия из девяти, изготовленных скульптором и установленных в разных городах.[источник не указан 2370 дней]
  - В Миннеаполисе, США, на стене восседает Шалтай-Болтай.
  - В Колорадо-Спрингс (США) на камне сидит Шалтай-Болтай.
- В Кременчуге Полтавской области Украины в центральном парке культуры и отдыха «Приднепровский» в 2003 году был установлен памятник Шалтаю-Болтаю. Это бетонная скульптура 4 м высотой. Памятник не единожды подвергался нападениям вандалов, но его после каждого нападения реставрировали[источник не указан 3433 дня].

### Фильмы
- «Шалтай-Болтай» — кукольный мультфильм ТО «Экран» 1983 года (по мотивам английских народных песенок в переводе С. Маршака: помимо «Шалтая-Болтая», использованы сюжеты песенок «Три зверолова», «Маленькие феи», «Кораблик», «Происшествие в карточном домике», «Робин-Красношейка» и «Вечерняя песенка»).
- Шалтай-Болтай присутствует в фильме «Дети в стране игрушек» (1986), где он работает на игрушечной фабрике.
- В мультфильме «Новая история Белоснежки» (2009) Шалтая-Болтая озвучил известный актёр Кэм Кларк.
- В мультфильме «Кот в сапогах» (2011) Шалтай «Александр» Болтай является другом Кота в сапогах. Они оба были сиротами в детском доме.
- В том же году Шалтай-Болтай появляется в качестве одного из главных персонажей в оскароносном мультфильме «Фантастические летающие книги мистера Морриса Лессмора».

### Музыка
- В песне Marilyn Manson «GodEatGod» поётся о смерти Джона Кеннеди: «…Джон и вся королевская рать / Не может твою голову обратно собрать (…John and all the King’s men / Can’t put you head together again)».
- В своём творчестве ЛСП не раз отсылался к стихотворению о Шалтае-Болтае:
  - В «нйэвлил» есть строчки «…Вся вороная конница, вся шоколадная рать / Не может чёрного Шалтая-Болтая собрать»;
  - В «Imperial» есть строчки «…Вся наша имперская конница, / Вся наша имперская рать / Не будет тебе собирать: / Нас ждут молодые поклонницы / И мы будем играть».
- В песне Primus «Pudding Time» воспроизводится классический вариант стихотворения.
- Упоминается в песне группы ABBA «On & On & On» (удалённый из альбомной версии куплет): «...Standing up is scary if you think you're gonna fall / Like a Humpty Dumpty, 'fraid of falling off the wall».
- Строчки из стихотворения упоминаются в песне «За Грибами» группы "Лазерная борода": «Больно смотреть на Россию-Мать — в глазах у меня стекловата, бл*ть / И вся королевская конница, и вся королевская рать».

### Радио
Программа для молодёжи «Шалтай-Болтай» выходила на Радио России с 1993 по 1997 год. Ведущими были Мария Пронина-Адамчук и Анатолий Адамчук.

### Манга
- В манге Дзюн Мотидзуки «Pandora Hearts» Шалтай-Болтай — цепь, в которую превратилось тело одного из бывших Гленов Баскервилей (Леви/Реви).
- В корейской манге Silb «Blood bank» Humpty Dumpty зовут одного из главных персонажей.

### Видеоигры
В игре American McGee’s Alice Шалтай-Болтай сидит на разрушенной стене, у него разбита голова, он курит сигару. Говорить с Алисой он отказывается.